# Amphicallia bellatrix
Amphicallia bellatrix is een vlinder uit de familie spinneruilen (Erebidae), onderfamilie beervlinders (Arctiinae). De wetenschappelijke naam van de soort is voor het eerst geldig gepubliceerd in 1823 door Dalman.
Deze nachtvlinder komt voor in tropisch Afrika.